# Вишньовка (Гомельський район)
Вишньовка (біл. Вішнёўка) — селище в Тереницькій сільській раді Гомельського району Гомельської області Республіки Білорусь.

## Географія

### Розташування
У 22 км на захід від Гомеля.

## Гідрографія
На сході меліоративний канал, з'єднаний з річкою Уза (притока річки Сож).

## Транспортна мережа
Поруч автошлях Жлобин — Гомель. Планування складається із короткої прямолінійної, майже широтної вулиці, забудованої двосторонньо дерев'яними будинками садибного типу.

## Історія
Засноване наприкінці ХІХ століття переселенцями із сусідніх сіл. 1926 року працювало відділення зв'язку, в Івановській сільраді Уваровицького району. 1931 року жителі вступили до колгоспу. Під час німецько-радянської війни 12 мешканців загинули на фронті. У складі колгоспу «1 Травня» (центр – село Тереничі).

## Населення

### Чисельність
- 2009 — 26 мешканців.